# Alchemilla zeyheri
Alchemilla zeyheri é uma espécie de rosácea do gênero Alchemilla, pertencente à família Rosaceae.